# فرانسيس كوكلين
فرانسيس كوكلين (بالفرنسية: Francis Coquelin)‏؛ مواليد 13 مايو 1991 في ماين، فرنسا، هو لاعب كرة قدم فرنسي يلعب لنادي فياريال ومنتخب فرنسا لكرة القدم كلاعب وسط دفاعي وسبق وأن لعب مع نادي أرسنال الإنجليزي ونادي فالنسيا.

## روابط خارجية
- فرانسيس كوكلين على موقع الاتحاد الأوربي (الإنجليزية)
- فرانسيس كوكلين على موقع قاعدة بيانات كرة القدم.إي يو (الإنجليزية)
- فرانسيس كوكلين على موقع ليكيب (الفرنسية)
- فرانسيس كوكلين على موقع Soccerbase.com (لاعب) (الإنجليزية)
- فرانسيس كوكلين على موقع Soccerway.com (الإنجليزية)
- فرانسيس كوكلين على موقع عالم كرة القدم.نت (الإنجليزية)
- فرانسيس كوكلين على موقع AS.com (الإسبانية)
- فرانسيس كوكلين على موقع GSA (الإنجليزية)